# オバデレ・トンプソン
オバデレ・トンプソン（Obadele Thompson, 1976年3月30日 - ）は、バルバドス出身の短距離陸上選手。2000年シドニーオリンピックで銅メダルを獲得し、バルバドス初のオリンピックメダリストとなった。
セント・マイケルに生まれ、ハリソン大学に通い、その後奨学金を得てテキサス大学オースティン校にマーケティングと経済学を学んだ。
1994年に100mでジュニア歴代2位タイ（当時）の10秒08を記録した。1996年アトランタオリンピックでは、開会式においてバルバドス選手団の旗手を務めた。この大会ではメダル獲得の可能性も高かったが、100mは準決勝で敗退し、200mでは4位に終わった。なお、200m決勝のレースでは、マイケル・ジョンソン（アメリカ）が19秒32の世界新記録（当時）を出して優勝している。
1990年代後半にはトップスプリンターたちとの競争の中で、1999年世界陸上選手権ではやはり優勝の可能性もあったが、100m、200mともに4位に終わっている。
2000年のシドニーオリンピックで、トンプソンはモーリス・グリーン（アメリカ）、アト・ボルドン（トリニダード・トバゴ）に続いて100mで銅メダルを獲得し、バルバドスの国家的英雄となった。200mでは前回のオリンピックに続き4位に入った。
2007年にマリオン・ジョーンズ（アメリカ）と結婚し、その後1児をもうけている。
1996年4月13日、アメリカテキサス州のエルパソで行われた大会の100mで、驚異的な9秒69のタイムを記録した。しかし、これは追い風5.0m/sの中での記録であり、国際陸上競技連盟の追い風2m/s以内という基準を満たしていなかったため、このタイムは公式記録としては扱われない。
このタイムは2008年6月29日にタイソン・ゲイ（アメリカ）が9秒68（＋4.1m/s）を出したことにより破られた。また、同年に開催された北京オリンピックでは、ウサイン・ボルト（ジャマイカ）が公式に9秒69（±0.0m/s）、その後のベルリン世界陸上で9秒58を記録した。

## 自己記録
| 種目 | 記録   | 風速     | 場所                               | 日付          |
| ---- | ------ | -------- | ---------------------------------- | ------------- |
| 60m  | 6秒56  | （室内） | フェアファックス（アメリカ合衆国） | 1999年2月19日 |
| 100m | 9秒87  | -0.2     | ヨハネスブルグ（南アフリカ共和国） | 1998年9月11日 |
| 200m | 19秒97 | -0.9     | 横浜（日本）                       | 2000年9月9日  |
| 400m | 45秒38 | ―        | エルパソ（アメリカ合衆国）         | 1996年3月30日 |

## 主な成績
| 年   | 大会                     | 場所                             | 種目 | 結果    | 記録    |
| ---- | ------------------------ | -------------------------------- | ---- | ------- | ------- |
| 1994 | 世界ジュニア陸上選手権   | リスボン(ポルトガル)             | 100m | 4位     | 10.29   |
| 1994 | 世界ジュニア陸上選手権   | リスボン(ポルトガル)             | 200m | 5位(sf) | 21.28   |
| 1995 | ユニバーシアード         | 福岡(日本)                       | 100m | 2位     | 10.34   |
| 1995 | 世界陸上選手権           | イェーテボリ(スウェーデン)       | 100m | 5位(qf) | 10.30   |
| 1995 | 世界陸上選手権           | イェーテボリ(スウェーデン)       | 200m | 7位(sf) | 20.66   |
| 1996 | オリンピック             | アトランタ(アメリカ合衆国)       | 100m | 6位(sf) | 10.16   |
| 1996 | オリンピック             | アトランタ(アメリカ合衆国)       | 200m | 4位     | 20.14   |
| 1997 | 世界陸上選手権           | アテネ(ギリシャ)                 | 100m | 6位(sf) | 10.30   |
| 1997 | 世界陸上選手権           | アテネ(ギリシャ)                 | 200m | 6位     | 20.37   |
| 1997 | IAAFグランプリファイナル | 福岡(日本)                       | 200m | 2位     | 20.19   |
| 1998 | コモンウェルスゲームズ   | クアラルンプール(マレーシア)     | 100m | 3位     | 10.00   |
| 1998 | IAAF陸上ワールドカップ   | ヨハネスブルグ(南アフリカ共和国) | 100m | 1位     | 9.87    |
| 1998 | IAAFグランプリファイナル | モスクワ(ロシア)                 | 100m | 2位     | 10.11   |
| 1999 | 世界室内陸上選手権       | 前橋(日本)                       | 200m | 2位     | 20.26   |
| 1999 | 世界陸上選手権           | セビリア(スペイン)               | 100m | 4位     | 10.00   |
| 1999 | 世界陸上選手権           | セビリア(スペイン)               | 200m | 4位     | 20.23   |
| 1999 | IAAFグランプリファイナル | ミュンヘン(ドイツ)               | 200m | 4位     | 20.21   |
| 2000 | オリンピック             | シドニー(オーストラリア)         | 100m | 3位     | 10.04   |
| 2000 | オリンピック             | シドニー(オーストラリア)         | 200m | 4位     | 20.20   |
| 2001 | 世界陸上選手権           | エドモントン(カナダ)             | 100m | 5位(sf) | 10.31   |
| 2002 | コモンウェルスゲームズ   | マンチェスター(イングランド)     | 100m | -       | DNS(qf) |
| 2003 | 世界陸上選手権           | パリ(フランス)                   | 100m | 4位(qf) | 10.14   |
| 2004 | オリンピック             | アテネ(ギリシャ)                 | 100m | 7位     | 10.10   |
| 2005 | 世界陸上選手権           | ヘルシンキ(フィンランド)         | 100m | 6位(qf) | 10.34   |
| 2005 | 世界陸上選手権           | ヘルシンキ(フィンランド)         | 200m | -       | DNS(h)  |